# MH Bocskai István 11. Páncélozott Hajdúdandár
A Magyar Honvédség Bocskai István 11. Páncélozott Hajdúdandár a Magyar Honvédség legnagyobb szárazföldi katonai szervezete, amely a MH Szárazföldi Parancsnokság közvetlen irányítása alá tartozik. A dandárt kettő helyőrségbe telepítették: Debrecen, Hajdúhadház. A dandár parancsnoksága Debrecenben van, névadója Bocskai István, aki Erdély fejedelme volt 1605 és 1606 között.

## Története
1951. november 1-jén alakult meg a dandár jogelődje, a Magyar Néphadsereg 93. Lövészezredeként. Az ezred helyőrsége kezdetben Mezőtúron volt, majd 1990-ben költözött a debreceni Kossuth Lajos laktanyába. Az 1960-as évektől kezdve az ezred különleges kiképzési feladatokat is végzett. Ilyen volt a hivatásos tiszthelyettes képzés, a hivatásos tiszti hallgatók alapkiképzése, rövidített sorkatonai szolgálatot teljesítők kiképzése.
1987-ben az ezredet gépesített lövészdandárrá szervezték át. 1990. szeptember 29-én ünnepi megemlékezés keretében a dandár felvette Bocskai István, Erdély fejedelmének nevét, így Magyar Honvédség 5. Bocskai István Gépesített Lövészdandár lett.
2004. április 1-jétől a dandár elnevezése Magyar Honvédség 5. Bocskai István Könnyű Lövészdandárra változott. Az alakulat az 1. és a 2. könnyű lövészzászlóaljakból, a logisztikai zászlóaljból, továbbá a híradó, a műszaki és a törzstámogató századokból, az egészségügyi központból és a helyőrségtámogató parancsnokságból állt. A szervezeti feladatok végrehajtása során a 2. lövészzászlóalj Nyíregyházáról Debrecen helyőrségbe költözött. A felszámolásra ítélt hódmezővásárhelyi MH 62. Bercsényi Miklós Gépesített Lövészdandár két lövészzászlóalja, a 3. és 62. pedig a dandár alárendeltségébe kerültek. 2007-ben a haderőátalakítás következtében a dandár neve ismét változott, Magyar Honvédség 5. Bocskai István Lövészdandárra. Az új struktúrában a dandár parancsnoka, valamint a főnökségek főnökei Debrecenben, míg a dandárparancsnok egyik helyettese, valamint a főnökségek főnök-helyettesei Hódmezővásárhelyen végezték a  munkájukat. Szintén a 2007-es esztendőben a dandár állományába került és Debrecenbe települt az MH 24. Bornemissza Gergely Felderítő Zászlóalj; Hódmezővásárhelyen új szervezeti egységként felállították a Művelettámogató Műszaki Zászlóaljat; a 3. és 62. lövészzászlóaljak a dandár szervezetébe integrálódtak; a 2. lövészzászlóalj feltölthető létszáma pedig nullára csökkent. A 2. lövészzászlóalj feltöltését 2009-ben ismét elkezdték, ez jelenleg is folyamatban van. Az alakulat 2015-ben nem szerepel az alakulat állománytábláján.
A lövészászlóaljak megnevezéséből eltűnt a "könnyű" szó. Időközben a Debrecenben települő 1. lövészzászlóalj felvette a nagymúltú 39-es hadrendi számot. Utalva a debreceni Császári-és királyi 39. Gyalogezredre, így megnevezése 39. lövészzászlóalj lett.
A Magyar Honvédség átalakítása során 2023. január 1-től a hódmezővásárhelyi alegységek kiválásával egyidőben a dandár új megnevezést és hadrendi számot kapott. Új megnevezése Magyar Honvédség Bocskai István 11. Páncélozott Hajdúdandár.
A dandár fegyverzete alapvetően könnyű fegyverzet (AK–63 gépkarabély, PKM könnyű géppuska, SZVD távcsöves puska, RPG–7 gránátvető). Tüzérségi támogatásra 82 mm-es aknavetők, páncélelhárításra Metisz IPTR eszközök kerültek rendszeresítésre. A dandár rendelkezik harcjárművekkel (BTR–80, BTR–80A), illetve speciális feladatok végrehajtásához gépjárművekkel, műszaki és vegyvédelmi eszközökkel, valamint a vezetést biztosító híradó és vezetéstechnikai eszközökkel.
Egy lövészzászlóalj a Többnemzetiségű Szárazföldi Kötelék (MLF), a műszaki század a "Tisza" Zászlóalj,

## Parancsnokok
| Név               | Élet                   | Rendfokozat    | Parancsnoki beosztás             | Parancsnoki beosztás után |
| ----------------- | ---------------------- | -------------- | -------------------------------- | --- |
| Dr. Farkas Sándor |                        | alezredes      | 2022. március 16.–               | |
| Szloszjár Balázs  |                        | dandártábornok | 2019. január .– 2022. március 16 | MH Parancsnokság, Hadműveleti Csoportfőnökség csoportfőnök-helyettes |
| Ruszin Romulusz   | Miskolc, 1973          | dandártábornok | 2016–2019                        | az MH Hadkiegészítő, Felkészítő és Kiképző parancsnokság parancsnoka (2019), honvédelmi miniszteri titkárságvezető (2019–2020), humánpolitikáért felelős helyettes államtitkár (2020–2021), a Magyar Honvédség parancsnoka (2021-től) |
| Takács Attila     | 1968–                  | dandártábornok | 2013. augusztus 15.– 2016        | az MH Hadkiegészítő, Felkészítő és Kiképző parancsnokság parancsnoka |
| Böröndi Gábor     | Kaposvár, 1971         | dandártábornok | 2009. február 2.– 2013           | MH ÖHP parancsnokhelyettes, dandártábornok |
| Kovács József     | Kiskunfélegyháza, 1963 | dandártábornok | 2007–2009. február 1.            | MH ÖHP parancsnokhelyettes, vezérőrnagy |
| Benkő Tibor       | Nyíregyháza, 1955      | dandártábornok | 2001–2005                        | MH Szárazföldi Parancsnokság pk. első helyettese, majd vezérőrnagy, 2009. január 16-ától altábornagy, a MH ÖHP parancsnoka (2009–2010), a Honvéd Vezérkar főnöke (2010–2018), honvédelmi miniszter (2018-tól)                         |
| Hadászi László    |                        | ezredes        | 1997. március 17.–               | |
| Sütő Tamás        | Körmend, 1951–         | dandártábornok | –1997. március 16.               | |

## Szervezeti felépítése, alegységei
| szervezeti felépítése | szervezeti felépítése                                     | szervezeti felépítése                                        |                       |                                 |
| Vezető szervek | Harcoló alegységek                                        | Harctámogató alegységek                                      | Logisztikai alegység  | Helyőrségtámogató alegység      |
| --- | --------------------------------------------------------- | ------------------------------------------------------------ | --------------------- | ------------------------------- |
| Parancsnokság Törzs Felderítő Főnökség Hadműveleti Főnökség Híradó és Informatikai Főnökség Kiképzési Főnökség Személyügyi Főnökség Logisztikai Főnökség Jogi Főnökség Ügyvitel Gazdálkodást támogató Pénzügyi Referatúra | 39. Lövészzászlóalj 2. Lövészzászlóalj 3. Lövészzászlóalj | Híradó és Vezetéstámogató század Harctámogató Műszaki század | Logisztikai Zászlóalj | Helyőrségtámogató Parancsnokság |